# Salon paryski 1881
Salon paryski 1881 – notatki Cypriana Kamila Norwida z 1881 z wiosennego Salonu paryskiego.

## O tekście
Salon paryski 1881 jest impresją Norwida napisaną na prośbę jego kolegi Józefa Bogdana Wagnera, pisujące sprawozdania z wystaw paryskich do Gazety Lwowskiej. Tekst ukazał się w tomie F Pism zebranych wydanych nakładem Zenona Przesmyckiego w 1912.

## Treść
Ilekroć coś jest dobrze oddane (ciało kobiety Loewe'a) jest bez serca i pomysłu. Nikt nie wie czy to będzie Kleopatra czy Matka Boska. Ilekroć jest odczute i pomyślane (jak Le Pauvre pêcheur de Chavannesa), jest niedołężnie wykonane. Jeśli jest odczute i wykonane (Kolumb Brožika), brak temu geniuszu. Ilekroć jest genialne jak Le Pavé de Paris, tylekroć wzywa do całkowitego przewrotu estetycznego.